# Nanolitográfia
A nanolitográfia nanotechnológiai eljárások egy csoportjának összefoglaló neve, amelyek nanoméretű objektumok, például nanoszerkezetek és az azokat befoglaló elektromechanikai eszközök előállítására alkalmazhatók. Az ilyen eljárások jellemzően egy maszkon át történő besugárzással, vagy a felület közvetlen módosításával, illetve szelektív felületkezeléssel történnek. Egyes típusait soros (egymás után történő), másokat párhuzamos (egyszerre több azonos szerkezetet kialakító) módban végzik. A kifejezés a litográfiával azaz a kőnyomattal köthető analógia alapján terjedt el a mikro- és a nanotechnológia nemzetközi szaknyelvében.
Igen sokféle litográfiás eljárást ismerünk nanoszerkezetek előállítására, és továbbiak állnak kutatás alatt. A fejlesztések hajtóereje elsősorban a miniatürizálás iránti félvezetőipari igény, de szerepe az alapkutatásban, illetve újfajta, az anyag alapvető építőkövekből való építésével kapcsolatos anyagtudományi kutatásokban is fontos.
A processzorgyártásban, és más félvezetőipari eljárásokban alkalmazott fotolitográfia széles körben elterjedt, de az egyre kisebb vonalszélességű alkalmazásoknál már láthatók ennek a felbontásbeli határai. Az optikai eljárások diffrakciós határának átlépésére számos módszert igyekeznek kifejleszteni. E téren egyelőre nagy áttörés nem történt, de azt sokan a következő évtizedekre várják.

## Fotolitográfia
A fotolitográfia segítségével egy maszk mintázatát vetítik le a mintadarabon található fényérzékeny fotoreziszt bevonatra, melyet ezután nanoszerkezetek előállítására használnak. A maszk levilágítása során a fotoreziszt szelektíven módosul a mintázat szerint, melyen ezután kémiai vagy fizikai reakciók segítségével a maszkról leképezett mintázat alakítható ki. A nanoeszközök előállítása során gyakran sok ilyen lépést végrehajtva alakíthatók ki összetett térbeli formájú elrendezések.

### Lépései
A folyamat főbb lépései:
1. A mintadarab felületén fényérzékeny fotoreziszt-bevonatot alakítanak ki pl. spin-coating eljárással.
2. A mintadarab fölé elhelyezik a fotomaszkot, mely a kívánt mintázat szerint lett kialakítva: tipikusan olyan vékony szűrő, mely bizonyos helyeken átengedi a nyalábot, máshol pedig nem.
3. Ezt követi az expozíció, mely során a maszkon át szelektíven megvilágítják a mintadarabot. A fotoreziszt a nyalábra érzékeny, így ahol fény érte, kémiai jellemzői megváltoznak.
4. A levilágított fotorezisztet kémiai vagy fizikai kezelésnek vetik alá, melyben az például szelektíven kioldódik. A rezisztet pozitívnak vagy negatívnak nevezik aszerint, hogy ettől a kezeléstől az exponált területek oldódnak-e le, vagy épp azok maradnak a felületen.
5. A fenti lépéseket más eljárások követhetik: marás, porlasztás, rétegleválasztás stb. illetve további litográfiás lépések.

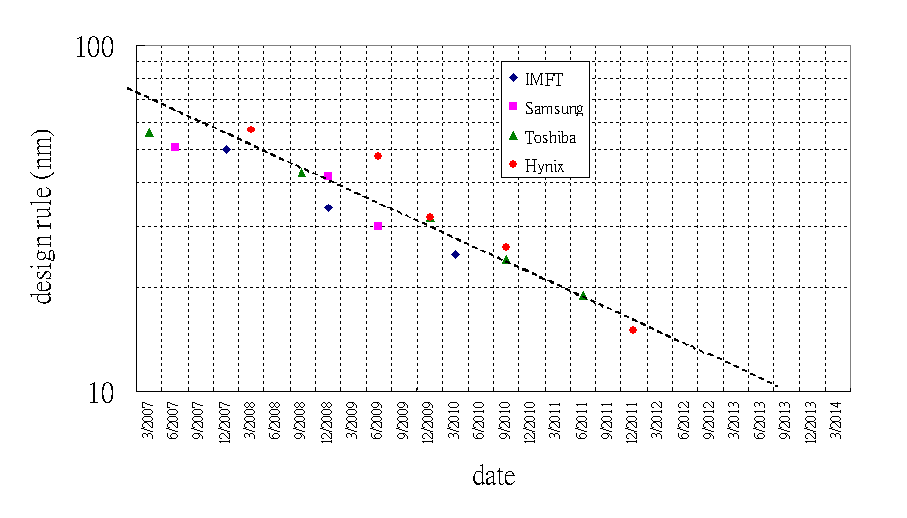
Flash-memória méretskálázódásának trendje. A 2000-es évek elején érte el a 100 nm nagyságrendjét egy NAND-kapu mérete

## Elektronsugaras litográfia
A fotolitográfia felbontóképessége egy bizonyos méret (~100 nm) alá a gyakorlatban nehezen csökkenthető. Alternatív megoldásként alkalmazható az elektronsugaras litográfia, melyben fény (azaz fotonok nyalábja) helyett elektronnyalábot alkalmaznak a fotoreziszt lakk exponálására. Az elektron de Broglie-hullámhossza jóval kisebb, mint a fotoné, így ez a fény diffrakciós korlátja alatt is alkalmazható. A fókuszált elektronsugaras módszerrel tipikusan 20 nm-es felbontás érhető el. Azonban mivel ez soros módszer (a nyalábbal a teljes mintázatot végig kell pásztázni), ipari alkalmazása nem praktikus, inkább laboratóriumi eljárásokhoz, vagy fotolitográfiai maszkok készítésére alkalmazzák.

## Fejlesztés alatt álló technikák
- Többfoton-litográfia
- Nanoimprint-eljárás
- Molekuláris önszerveződés
- Lágy litográfia
- Magnetolitográfia
- Röntgenlitográfia
- Ionsugaras litográfia
- Protonsugaras litográfia
- Pásztázószondás litográfia, mártótollas litográfia

### Szakkönyvek
- Bucknall, David. Nanolithography and patterning techniques in microelectronics. Cambridge Boca Raton, FL: Woodhead Pub. CRC Press (2005). ISBN 978-1-84569-090-8
- Mahalik, N. P.. Micromanufacturing and nanotechnology. Berlin New York: Springer (2006). ISBN 978-3-540-25377-8
- Bhushan, Bharat. Springer handbook of nanotechnology. Berlin: Springer (2010). ISBN 978-3-642-02525-9
- Feldman, Martin. Nanolithography : the art of fabricating nanoelectronics, nanophotonics and nanobiology devices and systems. Oxford: Woodhead Publishing (2014). ISBN 978-0-85709-500-8
- Ramsden, Jeremy. Nanotechnology : an introduction. Oxford: Elsevier/William Andrew (2016). ISBN 978-0-323-39314-0
- Cui, Zheng. Nanofabrication : principles, capabilities and limits. Switzerland: Springer (2016). ISBN 978-3-319-39361-2

### Szakfolyóirat-cikkek
- Chang, T. H. P. (1975). „Proximity effect in electron-beam lithography”. Journal of Vacuum Science and Technology 12 (6), 1271–1275. o, Kiadó: American Vacuum Society. DOI:10.1116/1.568515. (Hozzáférés: 2017. április 20.)
- Pease, R. F. W. (1981). „Electron beam lithography”. Contemporary Physics 22 (3), 265–290. o, Kiadó: Informa UK Limited. DOI:10.1080/00107518108231531. (Hozzáférés: 2017. április 20.)
- Chou, Stephen Y, Krauss, Peter R; Renstrom, Preston J (1996. április 5.). „Imprint lithography with 25-nanometer resolution”. Science, Washington 272 (5258), 85–87. o. (Hozzáférés: 2017. április 20.)
- Chou, Stephen Y. (1996). „Nanoimprint lithography”. Journal of Vacuum Science and Technology B: Microelectronics and Nanometer Structures 14 (6), 4129. o, Kiadó: American Vacuum Society. DOI:10.1116/1.588605. (Hozzáférés: 2017. április 20.)
- Xia, Younan (1998). „SOFT LITHOGRAPHY” (PDF). Annual Review of Materials Science 28 (1), 153–184. o, Kiadó: Annual Reviews. DOI:10.1146/annurev.matsci.28.1.153. (Hozzáférés: 2017. április 19.)
- Vieu, C. (2000). „Electron beam lithography: resolution limits and applications”. Applied Surface Science 164 (1-4), 111–117. o, Kiadó: Elsevier. DOI:10.1016/s0169-4332(00)00352-4. (Hozzáférés: 2017. április 20.)
- Pease, R.F. (2008). „Lithography and Other Patterning Techniques for Future Electronics”. Proceedings of the IEEE 96 (2), 248–270. o, Kiadó: Institute of Electrical and Electronics Engineers (IEEE). DOI:10.1109/jproc.2007.911853. (Hozzáférés: 2017. április 20.)

### Ismeretterjesztő weblapok
- STM nanolitográfia. MFA Nyári Iskola Középiskolásoknak | alag3.mfa.kfki.hu. (Hozzáférés: 2017. április 19.)
- Havancsák Károly: A nanovilág tudománya és technológiája (PDF). (Hozzáférés: 2017. április 19.)